# André Coindre
André Coindre (* 26. Februar 1787 in Lyon, Frankreich; † 30. Mai 1826 in Blois, Frankreich) war ein römisch-katholischer Priester und Gründer der Brüdergemeinschaft Frères du Sacré Cœur.

## Leben

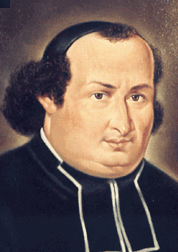
Pater André Coindre

André war, von vier Kindern, der älteste Sohn von Vincent und Marta Maria Coindre aus Lyon. 1793 wurde er in der Kirche des hl. Antonius getauft, in ihr sollte er später auch seine  erste heilige Messe feiern. Die ersten religiösen Grundsätze vermittelte ihm seine fromme Mutter, die ihn das Beten lehrte und ihn im Katechismus unterwies. Im achten Lebensjahr begann André seine Schulausbildung bei einem benachbarten Lehrer. Im November 1804 begann seine Priesterausbildung, die Lehrer und Professoren lobten seinem Lerneifer und sein soziales Verhalten. Sein Studium beendete er mit der Note „Exzellent“. 1809 feiert André Coindre seine Primiz in seiner Taufkirche und wurde in das Priesterseminar nach Lyon berufen. Es folgte 1812 die Ernennung zum bischöflichen Seelsorger und die Aufnahme in das Domkapitel des Erzbischofs von  Lyon.

## Ordensgründer
Im Jahre 1821 gründete er mit der Zustimmung des Diözesanbischofs von Lyon die Kongregation Frères du Sacré-Cœur, er wurde auch deren erster Generalsuperior und führte die Gemeinschaft von Schulbrüdern unter dem Motto Ametur cor Jesu („Liebe das Herz Jesu“) bis zu seinem Tode. Mit der Verehrung des „Heiligsten Herzen Jesu“ verkörperte André Coindre das Symbol des Herzen Jesu für seine Liebe zu den Menschen. In der ersten Ordensregel schrieb er unter der Ziffer 13.: „Ein Mitglied in dieser Gemeinschaft zu sein, bedeutet an Gottes Liebe zu glauben, sie zu leben und sie zu verbreiten. Er sollte insbesondere als religiöser Erzieher zur Evangelisation der Welt und zur Ausbildung der Jugend beitragen“.

## Ehrungen
Ihm zu Ehren wurden weltweit mehrere Bildungseinrichtungen nach ihm benannt. Er ist der Vater der André-Coindre-Auszeichnung (André Coindre Award), die an verdiente Persönlichkeiten innerhalb und außerhalb der Kongregation verliehen wird.